# نقص فيتامين د
نقص فيتامين د (بالإنجليزية: Vitamin D deficiency)‏، يعرف بأنه المستوى الأقل من الطبيعي من فيتامين د. يحدث بشكل شائع عند الأشخاص عند تعرضهم لأشعة الشمس بشكل غير كافٍ (خصوصًا الأشعة فوق البنفسجية ب). يمكن أن ينجم نقص فيتامين د أيضًا بسبب عدم كفاية المدخول الغذائي لفيتامين د، الاضطرابات التي تحد من امتصاص فيتامين د، والتي تعيق تحول الفيتامين د إلى مستقلبات نشطة—بما في ذلك بعض أمراض الكبد، الكلى، واضطرابات وراثية. لا يصاحب النقص عادة أي أعراض. النقص طويل المدى يضعف تمعدن العظام، مما يؤدي إلى أمراض تليين العظام مثل الكساح عند الأطفال. كما يمكن أن يؤدي إلى تفاقم تلين العظام وهشاشة العظام لدى البالغين، مما يؤدي إلى زيادة خطر الإصابة بكسور العظام. ضعف العضلات هو أيضًا عرض شائع لنقص فيتامين د، مما يزيد من خطر السقوط وكسور العظام لدى البالغين.
يمكن تصنيع فيتامين د في الجلد تحت التعرض للأشعة فوق البنفسجية من أشعة الشمس. الأسماك الزيتية مثل السلمون، الرنجة والماكريل هي أيضا مصادر لفيتامين د، مثلها مثل الفطر. غالبا ما يتم تحصين الحليب بفيتامين د وأحيانا يتم تدعيم الخبز والعصائر ومنتجات الألبان الأخرى بفيتامين د أيضا. تحتوي العديد من الفيتامينات المتعددة الآن على فيتامين د بكميات مختلفة.

## التصنيفات

خرائط لعدة أمراض العظام على مستويات فيتامين د في الدم

عادةً ما يتم تشخيص نقص فيتامين د عن طريق قياس تركيز 25-هيدروكسي فيتامين د في الدم، وهو القياس الأكثر دقة لمخزون الفيتامين في الجسم.
 نانوغرام واحد لكل مليلتر (1 نانوغرام / مل) يعادل 2.5 نانومول لكل لتر (2.5 نانومول / لتر).
- النقصان الحاد: <12 نانوغرام / مل = <30 نانومول / لتر[9]
- النقصان: <20 نانوغرام / مل = <50 نانومول / لتر
- غير كافٍ: 20-29 نانوغرام / مل = 50-75 نانومول / لتر
- طبيعي: 30-50 نانوغرام / مل = 75-125 نانومول / لتر

مستويات فيتامين د التي تقع ضمن هذا المعدل الطبيعي تمنع المظاهر التشخيصية لنقص فيتامين د وكذلك تسمم فيتامين د أيضًا.

## الأعراض والعلامات

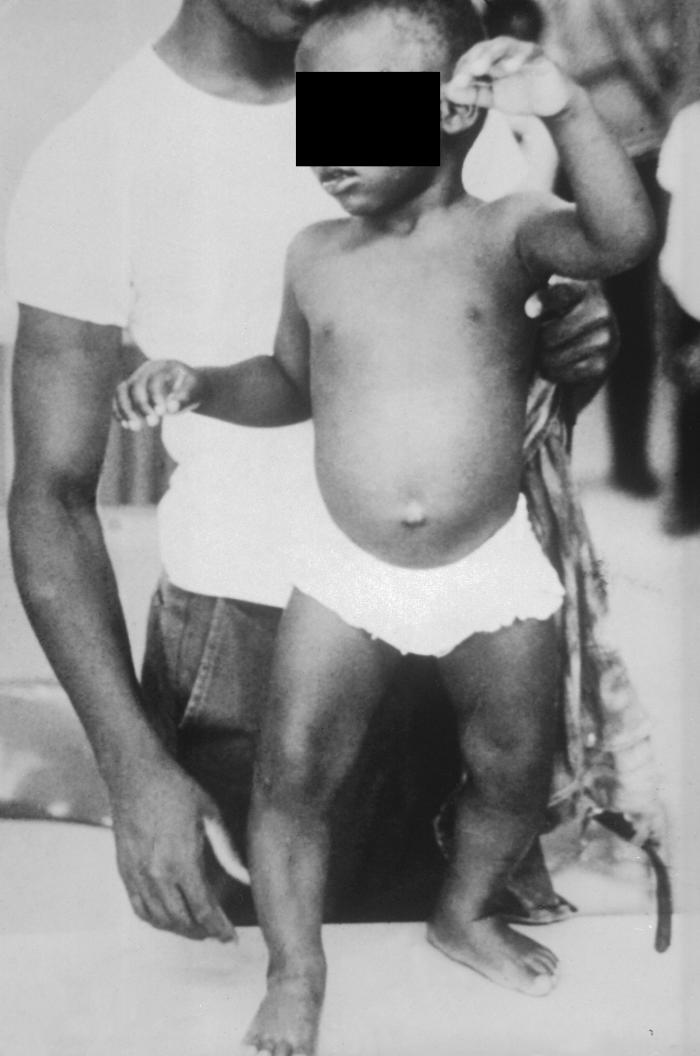
طفل مُصاب بالكساح

في معظم الحالات، يكون تقريبًا نقص فيتامين د غير مرافق لأي أعراض، يمكن الكشف عن نقص فيتامين د فقط في اختبارات الدم - ولكنه قد يسبب بعض أمراض العظام ويرتبط بحالات أخرى أيضًا:

### المضاعفات
- الكساح - وهو مرض يصيب الأطفال يتميز بإعاقة النمو وتشوه العظام الطويلة.[14] أول علامة على نقص فيتامين (د) هي القحف، تليين غير طبيعي أو ترقق في الجمجمة[15]
- لين العظام - وهو اضطراب ترقق العظام يحدث غالبًا عند البالغين ويتميز بضعف العضلات وهشاشة العظام[16]
- هشاشة العظام - وهي حالة تتميز بانخفاض كثافة المعادن في العظام وزيادة ضعف العظام
- زيادة خطر الإصابة بالكسور[17][18]
- آلام العضلات، الضعف، والارتعاش - بسبب انخفاض الكالسيوم في الدم (نقص كالسيوم الدم)[19]
- التهاب دواعم الأسنان - والتي يمكن أن تؤدي إلى فقدان الأسنان
- تسمم الحمل - هناك ارتباط بين نقص فيتامين د والنساء المصابات بمقدمات الارتعاج أثناء الحمل. العلاقة الدقيقة بين هذه الشروط ليست مفهومة جيدًا.[20] قد يؤثر نقص فيتامين د على الطفل، مما يتسبب في مرض واضح في العظام من قبل الولادة وتلف في جودة العظام بعد الولادة
- التهابات الجهاز التنفسي وكوفيد-19: نقص فيتامين د قد يزيد من خطر التهابات الجهاز التنفسي الحادة ومرض الانسداد الرئوي المزمن. اقترحت الدراسات الناشئة وجود صلة بين نقص فيتامين د وأعراض كوفيد-19.[21][22] أظهرت مراجعة أن نقص فيتامين د لا يرتبط بفرصة أعلى للإصابة بكوفيد-19، ولكنه قد يرتبط بزيادة شدة المرض
- الفصام - قد يرتبط نقص الفيتامين د بتطور الفصام، الأشخاص المصابون بالفصام لديهم عمومًا مستويات أقل من فيتامين د[23]

## عوامل الخطر
أكثر الأشخاص عُرضةً للإصابة بنقص فيتامين د هم أولئك الذين لا يتعرضون للشمس بشكل كافي. وذلك لعدّة أسباب منها: المناخ، عادات اللباس، تجنب التعرّض لأشعة الشمس بشكل مبالغ فيه، استعمال كريمات الحماية من الشمس، والتي قد تحد من إنتاج فيتامين د.

### العمر
كمية من فيتامين د الموصي بها لجميع الرضع والأطفال والمراهقين زادت في الآونة الأخيرة – من 400 إلى 600 وحدة دولية في اليوم الواحد. في الأكاديمية الوطنية للطب  صدر تقرير بتوافق الآراء على مرجع الكميات الغذائية من الكالسيوم وفيتامين د في 30 نوفمبر 2010. التوصية على 600 وحدة دولية من فيتامين د يوميا لمن هم في عمر 1-70 و800 وحدة دولية لمن هم فوق 70 سنة من العمر. اعتبارا من تشرين الأول / أكتوبر 2008، جمعية طب الأطفال الأمريكية تنصح بمكملات فيتامين د 400 وحدة دولية/يوم (10 ميكروغرام/اليوم) من الولادة فصاعدا. (1 وحدة دولية فيتامين د هو ما يعادل  0.025 ميكروغرام cholecalciferol.) جرعة يومية من 400 وحدة دولية مطلوبة لمنع الكساح وربما أيضا مجموعة واسعة من الأمراض المزمنة.  مجتمع طب الأطفال الكندي يوصي النساء الحوامل أو المرضعات  باتخاذ 2000 وحدة دولية/يوم، أن جميع الأطفال الذين يرضعون رضاعة طبيعية يحصلون على تكملة من 400 وحدة دولية/يوم، أن الأطفال الرضع الذين يعيشون شمال 55°N الحصول على 800 وحدة دولية/يوم من تشرين الأول / أكتوبر إلى نيسان / أبريل. صحة كندا توصي 400وحدة دولية/يوم (10 ميكروغرام/د). حليب الأطفال عموما يكون مزود بفيتامين د. نقص فيتامين د  شائع في النساء بعد سن اليأس.

### سوء التغذية
على الرغم من الكساح ولين العظام نادر حاليا في بريطانيا، لين العظام تفشي في بعض مجتمعات المهاجرين والتي شملت النساء اللاتي تتعرضن للهواء الطلق كفاية مرتدية الملابس الغربية. الجلد الأكثر قتامة  وقلة التعرض إلى أشعة الشمس لا تنتج الكساح إلا إذا كان النظام الغذائي ينقصه  كميات عالية من اللحوم والأسماك والبيض وانخفاض استهلاك   الحبوب. عوامل خطر الكساح تشمل الامتناع عن الأطعمة الحيوانية. نقص فيتامين د لا يزال السبب الرئيسي للكساح بين الرضع الصغار في معظم البلدان، لأن حليب الثدي منخفض في فيتامين د والعادات الاجتماعية والظروف المناخية يمكن أن تمنع التعرض الكافي للأشعة فوق البنفسجية. في البلدان المشمسة، مثل نيجيريا وجنوب أفريقيا، بنغلاديش، يحدث هذا المرض بين كبار السن والأطفال الصغار، وقد يعزى ذلك إلى انخفاض الكالسيوم في الغذاء. الكساح كان سابقا مشكلة صحية عامة رئيسية بين سكان الولايات المتحدة؛ في دنفر، حيث الأشعة فوق البنفسجية هي حوالي 20% أقوى عند مستوى سطح البحر على نفس خط العرض،  ما يقرب من ثلثي من 500 طفل كان معتدل الكساح في أواخر 1920s. زيادة في نسبة من البروتين الحيواني في القرن ال20 الغذائي الأميركي إلى جانب زيادة استهلاك الحليب محصنة نسبيا مع كميات صغيرة من فيتامين د تزامنت مع انخفاض هائل في عدد حالات الكساح.

### السمنة
الافراد المصابين  بالسمنة  لديهم مستويات أقل من  فيتامين د في الدم، بسبب احتمال انخفاض التوافر البيولوجي من فيتامين د3 من أشعة الشمس بسبب التوزيع في الأنسجة الدهنية.  الدراسة في إسبانيا علي 1226  لتحديد العلاقة بين السمنة ومرض نقص الفيتامين D;  ذكرت ان «نقص فيتامين د يرتبط مع زيادة خطر الإصابة بالسمنة.»

### التعرض لأشعة الشمس
استخدام الواقي  الشمسي يمكن نظريا ان يمنع أكثر من 95% من إنتاج فيتامين D في الجلد. عمليا مع ذلك، يمكن تطبيق الواقيي الشمسي بحيث يكون له تأثير لا يذكر على فيتامين د. فيتامين د في أستراليا ونيوزيلندا من غير المرجح أن يكون قد تأثر بحملات الدعوة للواقيات من الشمس. بدلا من ذلك، ارتداء الملابس الثقيلة هو أكثر فعالية في تقليل كمية الجلد المعرضة لأشعة الشمس فوق البنفسجية والحد من إنتاج فيتامين د. الملابس التي تغطي جزء كبير من الجلد،  ترتبط مع انخفاض مستويات فيتامين د وزيادة انتشار نقص الفيتامين D.

### السكن والمعيشة
عوز الفيتامين د ارتبط مع التحضر سواء من حيث تلوث الهواء، الذي يمنع الأشعة فوق البنفسجية، وزيادة في عدد الأشخاص الذين يعملون في الداخل. كبار السن عادة ما تكون عرضة أقل للأشعة فوق البنفسجية بسبب الإقامة في المستشفيات أو البيت للاستشفاء، وعدم الحركة، مما يؤدي إلى انخفاض مستويات فيتامين د.

### البشرة الداكنة اللون
انخفاض لون  صبغة الجلد عند ذوي البشرة الفاتحة الأفراد قد يؤدي إلى ارتفاع مستويات فيتامين D وذلك لأن الميلانين يعمل كواقي ضد اشعة الشمس ولذلك فان الافراد داكني  البشرة على وجه الخصوص، قد يحتاجون المزيد من فيتامين D لتجنب النقص. السود هم في خطر أكبر لنقص الفيتامين بسبب لون بشرتهم ومستويات الميلانين. فإن الانتقاء الطبيعي فرضية تشير إلى أن البشرة الفاتحة اللون تساعد على تحسين إنتاج فيتامين D في أقصى شمال وجنوب خطوط العرض.

### سوء الامتصاص
معدلات نقص فيتامين د هي أعلى بين الأشخاص الذين يعانون من   مرض الاضطرابات الهضمية، مرض التهاب الأمعاء، قصور إفرازات البنكرياس من التليف الكيسي، ومتلازمة الأمعاء القصيرة، والتي يمكن أن تنتج مشاكل سوء الامتصاص.

## التشخيص
تركيز فيتامين د (25 هيدروكسي فيتامين د) ف الدم عادة ما يستخدم لتحديد حالة فيتامين د. إنه يعكس كمية فيتامين د المنتجة في الجلد، وكذلك التي تم الحصول عليها من النظام الغذائي، كما أن له فترة نصف العمر طويلة نسبيا حوالي 15 يوما. ومع ذلك فإنه لا يكشف عن كمية من فيتامين د المخزنة في أنسجة الجسم الأخرى.
مستوى (1,25 هيدروكسي فيتامين د) لا يستخدم عادة لتحديد فيتامين د الحالة لأنه لديه فترة  نصف عمر أقصر من 15 ساعة وهو محكم ينظم هرمون الغدة الدرقية والكالسيوم والفوسفات، مثل أن لا تنخفض بشكل ملحوظ حتى نقص فيتامين د هو بالفعل كذلك المتقدمة.
 مستوي 25 هيدروكسي فيتامين د اللازم لصحة جيدة عليه بعض الخلافات. مستوى أقل من 10 نانوغرام/مل (25 نانومول/لتر) يرتبط مع أشد أمراض النقص: الكساح في الأطفال الرضع والأطفال ولين العظام في الكبار. تركيز أعلى من 15 نانوغرام/مل (37.5 نمول/لتر) يعتبر عموما كافي لمن هم في صحة جيدة. مستويات أعلى من 30 نانوغرام/مل (75 نمول/لتر) مرغوب فيها من أجل تحقيق الصحة المثلى، ولكن حتى الآن لا توجد أدلة كافية لدعم هذا.
مستويات 25 هيدروكسي فيتامين د التي هي دائما فوق 200 ng/mL (500 نمول/لتر) يعتقد أن يحتمل أن تكون سامة، على الرغم من أن البيانات من البشر متفرق. في الدراسات الحيوانية، مستويات تصل إلى 400 نانوغرام/مل (1,000 نمول/لتر) لم ترتبط بالسمية. سمية فيتامين د ينتج عادة من تناول المكملات الغذائية الزائدة. فرط كالسيوم الدم هو عادة سبب الأعراض، ومستويات فوق 150 نانوغرام/مل (375 نمول/لتر) عادة ما تكون موجودة، على الرغم من أن في بعض الحالات  المستويات قد تبدو طبيعية. القياس الدوري مستوي الكالسيوم في الدم في الأفراد الذين يحصلون على جرعات كبيرة من فيتامين D هو الموصى بها.
في الأشخاص الذين يعانون من زيادة الوزن، زيادة كتلة الدهون مرتبطة ارتباطا عكسيا بمستويات فيتامين د. ومع ذلك، حيث أن فيتامين د يذوب في الدهون فان الكميات الزائدة يمكن تخزينها في الأنسجة الدهنية وتستخدم خلال فصل الشتاء، عندما يكون التعرض لأشعة الشمس محدودا.
دراسة علي بعض الشباب الصحي الذين يتعرضون للشمس مثل المتزلجين وراكبي الأمواج في هاواي وجدت مستويات أقل المقترحة للحد الأدنى أعلى من 30 نانوغرام/مل في 51% منهم. أعلى تركيز كان حوالي 60 نانوغرام/مل (150nmol/لتر). بالمثل <باستخدام نفس البيانات> في هاواي وجدت مستويات (11-71 نانوغرام/مل) في مجموعة من السكان الذين يتعرضون للشمس لفترات طويلة، حيث كان جزء من الدراسة نفسها في ولاية ويسكونسن الرضاعة الطبيعية الأمهات مع إعطاء المكملات الغذائية.
دراسة أخرى علي الأميركيين الأفارقة وجدت أن مستويات الدم من الفيتامين انخفضت خطيا مع زيادة الأصل الأفريقي، انخفاض يجري 2.5-2.75 نانومول/لتر في زيادة بنسبة 10% في الأصول أفريقية. أشعة الشمس والنظام الغذائي كانت 46% أقل فعالية في رفع هذه المستويات بين الافراد مع زيادة الأصل الأفريقي. أيض فيتامين-د ربما يختلف حسب العرق.
لون البشرة ارتبط مع انخفاض 25(OH)D ، وخصوصا في الأفارقة الذين يعيشون في البلدان ذات المناخ المعتدل. على سبيل المثال، 25-OHD أقل من 10 نانوغرام/مل (25 نمول/لتر) في 44% من أطفال شرق أفريقيا الذين يعيشون في ملبورن ولا تظه عليهم اعراض دراسة صحية علي الشباب الإثيوبيين الذين يعيشون في أديس أبابا (10 درجات شمالا) متوسط مستويات 25(OH)D 23.5 نمول/L. مراجعة من فيتامين د في أفريقيا يعطي متوسط مستويات البلدان الاستوائية: كينيا 65.5 نمول/لتر وجمهورية الكونغو الديمقراطية 65nmol/لتر، وخلصت إلى أنه لا يزال يتعين التثبت مما إذا كان الارتباط بين حالة فيتامين د والنتائج الصحية المحددة في الدول الغربية يمكن تكرارها في البلدان الأفريقية.
مستويات فيتامين D هي حوالي 30 ٪ أعلى في شمال أوروبا مما كانت عليه في أوروبا الوسطى والجنوبية؛ أعلى تركيزات فيتامين د في البلدان الشمالية قد يكون لها أساس وراثي. في دراسة على تركيزات 25(OH)D على الصعيد العالمي، فإن متوسط مستويات 54 نمول/لتر أعلى في النساء أكثر من الرجال، وأعلى في القوقازيين عن غير القوقازيين. الافارقة الأميركيين غالبا ما يكون 25(OH)D منخفض جدا. ومع ذلك، فإن أولئك المنحدرين من أصل أفريقي لديهم مستوي أعلى من هرمون الغدة الدرقية وكالسيتريول المرتبطة مع انخفاض 25 هيدروكسي فيتامن د من المجموعات العرقية الأخرى. وعلاوة على ذلك، فقد معظم كثافة العظام وأقل عرضة لخطر كسور هشاشة بالمقارنة مع غيرهم من السكان.
الكساح هو في بعض الأحيان يكون بسبب الاضطرابات الوراثية.

## الفحص
فائدة فحص البالغين بدون أعراض نقص فيتامين د غير واضحة.

## العلاج

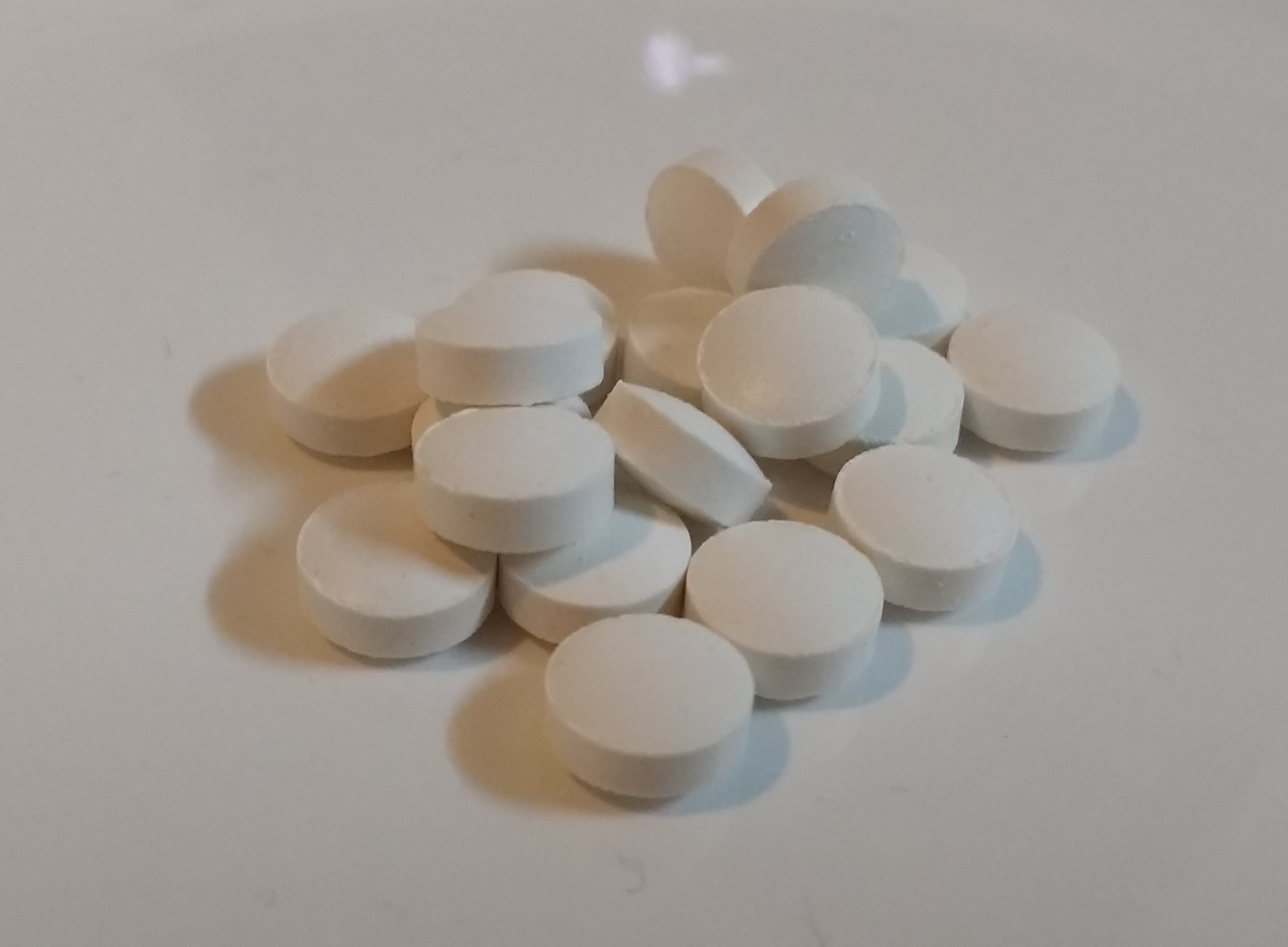
أقراص تحتوي على فيتامين د (مكملات فيتامين د).

استبدال فيتامين د يحتاج لعلاج نقص فيتامين د والذي يعتمد على شدة نقص. العلاج يشمل مرحلة البداية وهي جرعة عالية من العلاج حتى نصل إلى المستويات المطلوبة، تليها مرحلة الاستمرار. كلما قل مستوي الفيتامين ف الدم قبل العلاج، كلما زادت الجرعة اللازمة من أجل الوصول بسرعة للمستوي المطلوب.
الجرعة الأولية العالية يمكن أن تعطى على يوميا أو أسبوعيا أو يمكن أن تعطى في شكل واحد أو عدة جرعات واحدة (المعروف أيضا باسم stoss العلاجمن الكلمة الألمانية "Stoß" معنى دفع).
وصفات العلاج تختلف ولا يوجد توافق في الآراء حتى الآن بشأن أفضل السبل للوصول إلى أفضل مستوى. فاذا كان العلاج عن طريق المولفان فيتامين د3 هو أكثر فعالية لرفع مستوي 25(OH)D من فيتامين د2, اما إذا كان العلاجIU فان كلا من د2 د3 متساوون في الحفاظ على حالة 25(OH)D .

### المرحلة الأولى

#### اليومية أو الأسبوعية جرعة
لعلاج الكساح، فإن الأكاديمية الأمريكية لطب الأطفال قد أوصت بأن الأطفال المرضى يتلقون علاج أولي لمدة اثنين إلى ثلاثة أشهر من «جرعة عالية من» فيتامين د. في هذا النظام اليومي فان الجرعة هي 1000 وحدة دولية للأطفال حديثي الولادة، 1000 إلى 5000 وحدة دولية من 1 إلى 12 شهرا من العمر والرضع من 5000 وحدة دولية من أجل المرضى أكثر من 1 سنة من العمر.
للكبار فان الجرعات الموصى بها من 1000 وحدة دولية في 10 نانومول/لتر تعطى يوميا على مدى شهرين إلى ثلاثة أشهر. في اقتراح آخر فان الجرعة تعطي أسبوعيا بجرعة تتناسب مع المطلوب زيادتة (تصل إلى مستوى 75 البقرة/l).

#### جرعة واحدة من العلاج
أو جرعة واحدة من العلاج يستخدم على سبيل المثال إذا كانت هناك مخاوف بشأن المريض الامتثال. جرعة وحيدة من العلاج يمكن إعطاء حقنة، ولكن عادة تعطى في شكل شراب عن طريق الفم.

### مرحلة الصيانة
عندما نصل الي المستوي المطلوب في الدم، فانه يجب استمرار مكملات الفيتامين 400 وحدة دولية لجميع الفئات العمرية مع مضاعفة هذه الجرعة في الرضع ذوي البشرة الداكنة والأطفال، والأطفال الذين يقيمون في مناطق محدودة التعرض لأشعة الشمس (>37.5 درجة خط العرض), المرضى الذين يعانون من السمنة المفرطة.

## علم الأوبئة
| النسبة المئوية الولايات المتحدة للسكان | مستوي النقص                   | دراسة                | المرجع |
| -------------------------------------- | ----------------------------- | -------------------- | ------ |
| 69.5%                                  | 25(OH)D أقل من 30 نانوغرام/مل | Chowdury et al. 2014 | [ 81 ] |
| 77%                                    | 25(OH)D أقل من 30 نانوغرام/مل | Ginde et al. 2009    | [ 82 ] |
| 36%                                    | 25(OH)D أقل من 20 ng/mL       | Ginde et al. 2009    |        |
| 6%                                     | 25(OH)D أقل من 10 نانوغرام/مل | Ginde et al. 2009    |        |

جرعات فيتامين دي تختلف باختلاف الهيئة، وربما تختلف استنادا إلى عوامل مثل العمر؛ حسابات وبائيات نقص فيتامين د تعتمد على المستوى الموصى به المستخدمة.
2011 معهد الطب اصدرت تقرير بان المستوي الكافي 20 نانوغرام/مل (50 نمول/لتر) بينما في نفس العام مجتمع الغدد الصماء قال ان المستوي الكافي 30 نانوغرام/مل وآخرون تعيين مستوى 60 نانوغرام/مل. اعتبارا من عام 2011 مرجع معظم مختبرات اصيحت تستخدم 30 نانوغرام/مل كقياس.:435